# … Calling All Stations …
… Calling All Stations … (englisch für „An alle Stationen“) ist das 15. und letzte Studioalbum der britischen Rockband Genesis. Nach Phil Collins’ Ausstieg 1996 übernahm Ray Wilson – ehemals Sänger der Grunge-Band Stiltskin – die Rolle des Sängers und Frontmanns. Wilsons Wahl symbolisiert den Willen der Band zur Entfernung vom Image als Pop-Band und eine mögliche Rückbesinnung in Richtung Progressive-Rock. Als Schlagzeuger wirkten Nick D’Virgilio und Nir Zidkyahu an dem Album mit. Die Covergestaltung unterlag der Firma Wherefore ART?.

## Hintergrund
Die einzigen verbliebenen Gründungsmitglieder der Band – Tony Banks und Mike Rutherford – wollten sich nach Collins’ Ausstieg wieder mehr zu einer albenorientierten Band entwickeln und legten bei der Produktion des Albums kaum Wert auf radiotaugliche Hit-Singles. Die Musik auf dem Album ist teilweise an die Progressive-Rock-Phase von Genesis in den 1970er-Jahren angelehnt.
Der Verlust des Sympathieträgers Phil Collins, das Fehlen von Hits und die Stornierung der geplanten US-Tournee aufgrund fehlender Nachfrage hatten zur Folge, dass das Album ein kommerzieller Misserfolg für die Band wurde. Dieser Rückschlag trug mutmaßlich dazu bei, dass Genesis kein weiteres Album mehr produzierte.
Neben den elf auf dem Album enthaltenen Liedern wurden noch acht weitere Lieder in der Besetzung aufgenommen, sieben davon wurden als B-Seite auf den drei Singles verwendet (es sind zwei Instrumentalstücke darunter), das achte Lied mit dem Titel Nowhere Else to Turn ist bislang jedoch noch nicht veröffentlicht worden.
Siehe auch: Genesis – Die Rückkehr von Phil Collins

## Titelliste
1. Calling All Stations (Tony Banks, Mike Rutherford) – 5:46
2. Congo (Tony Banks, Mike Rutherford) – 4:51
3. Shipwrecked (Tony Banks, Mike Rutherford) – 4:24
4. Alien Afternoon (Tony Banks, Mike Rutherford) – 7:44
5. Not About Us (Tony Banks, Mike Rutherford, Ray Wilson) – 4:39
6. If That’s What You Need (Tony Banks, Mike Rutherford) – 5:13
7. The Dividing Line (Tony Banks, Mike Rutherford) – 7:44
8. Uncertain Weather (Tony Banks, Mike Rutherford) – 5:29
9. Small Talk (Tony Banks, Mike Rutherford, Ray Wilson) – 5:02
10. There Must Be Some Other Way (Tony Banks, Mike Rutherford, Ray Wilson) – 7:54
11. One Man’s Fool (Tony Banks, Mike Rutherford) – 8:46

DVD-Extras (2007 Release)
1. Promotional Videos: Congo, Shipwrecked & Not About Us
2. Band Interview 2007
3. Calling All Stations EPK 1998
4. Rock im Park 1998, Germany: Calling All Stations
5. Polish Television 1998: There Must Be Some Other Way & The Dividing Line
6. Tour Programm 1998 (Galerie)

## Beschreibung einzelner Lieder

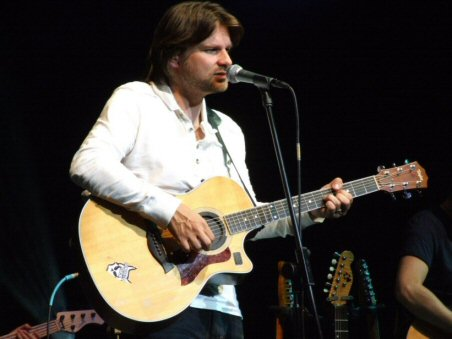
Der ehemalige Genesis-Sänger Ray Wilson ist auch nach seinem Ausstieg bei Genesis mit deren Songs live unterwegs (2006)

- Calling All Stations: Das in E-Moll geschriebene Titellied des Albums wurde bereits während der ersten Writing-Session für das Album geschrieben. Es handelt von einer Person, die in einer aussichtslosen Situation steckt und die Gefühle und Gedanken dieser Person werden in dem Titel aus Sicht dieser beschrieben. Das rockigste Stück auf dem Album hat 88 Beats per Minute.
- Not About Us: Ähnlich wie die Titel Congo, Shipwrecked und There Must Be Some Other Way handelt das Lied von einer angeschlagenen Liebesbeziehung zwischen Mann und Frau, die nun in Frage gestellt wird. Der Text dieses Lied beinhaltet vor allem die Einsamkeit beider Parteien in ihrer Situation. Das Stück hat 79 Beats per Minute.
- The Dividing Line: Das 119 Beats per Minute schnellere Stück ist das einzige auf dem Album, das nicht durch ein Fade-Out beendet wird. Ursprünglich war das Lied auch als Schlusstitel für das Album gedacht. Der sozialkritische Text des Liedes beschäftigt sich mit ungleichmäßigen Verhältnissen der Gesellschaft.[1]

## Arbeitstitel der einzelnen Titel
Während der Produktion trug fast jedes der veröffentlichten Lieder einen ganz anderen Titel, welche in dieser Tabelle dokumentiert sind:
| #   | Originaltitel                | Arbeitstitel |
| --- | ---------------------------- | ------------ |
| 1.  | Calling All Stations         | Katmandu     |
| 2.  | Shipwrecked                  | 1965         |
| 3.  | Alien Afternoon              | Paris        |
| 4.  | Not About Us                 | Acoustic EMI |
| 5.  | If That’s What You Need      | Jelly        |
| 6.  | The Dividing Line            | NYPD         |
| 7.  | Uncertain Wheater            | Answering 12 |
| 8.  | Small Talk                   | Morley       |
| 9.  | There Must Be Some Other Way | Thunder      |
| 10. | One Man’s Fool               | Breathless   |

## Besetzung
- Tony Banks (Keyboards, Gesang)
- Mike Rutherford (Bass, Gitarre, Gesang)
- Ray Wilson (Gesang)
- Nir Zidkyahu und Nick D’Virgilio (Schlagzeug)

## Singleauskopplungen
| Jahr | Titel        | Höchstplatzierung, Gesamtwochen, AuszeichnungChartplatzierungen (Jahr, Titel, , Platzierungen, Wochen, Auszeichnungen, Anmerkungen) | Höchstplatzierung, Gesamtwochen, AuszeichnungChartplatzierungen (Jahr, Titel, , Platzierungen, Wochen, Auszeichnungen, Anmerkungen) | Höchstplatzierung, Gesamtwochen, AuszeichnungChartplatzierungen (Jahr, Titel, , Platzierungen, Wochen, Auszeichnungen, Anmerkungen) | Höchstplatzierung, Gesamtwochen, AuszeichnungChartplatzierungen (Jahr, Titel, , Platzierungen, Wochen, Auszeichnungen, Anmerkungen) | Anmerkungen                            |
| Jahr | Titel        | DE | AT | CH | UK | Anmerkungen                            |
| ---- | ------------ | --- | --- | --- | --- | -------------------------------------- |
| 1997 | Congo        | DE31 (10 Wo.)DE | AT35 (3 Wo.)AT | CH32 (8 Wo.)CH | UK29 (2 Wo.)UK | Erstveröffentlichung: 4. August 1997   |
| 1997 | Shipwrecked  | DE82 (9 Wo.)DE | — | — | UK54 (1 Wo.)UK | Erstveröffentlichung: 1. Dezember 1997 |
| 1998 | Not About Us | DE81 (6 Wo.)DE | — | — | UK66 (1 Wo.)UK | Erstveröffentlichung: 23. Februar 1998 |

## Kommerzieller Erfolg

### Chartplatzierungen
| ChartsChartplatzierungen       | Höchstplatzierung | Wochen |
| ------------------------------ | ----------------- | ------ |
| Deutschland (GfK)              | 2 (30 Wo.)        | 30     |
| Österreich (Ö3)                | 6 (12 Wo.)        | 12     |
| Schweiz (IFPI)                 | 3 (13 Wo.)        | 13     |
| Vereinigte Staaten (Billboard) | 54 (5 Wo.)        | 5      |
| Vereinigtes Königreich (OCC)   | 2 (7 Wo.)         | 7      |

| ChartsJahrescharts (1997) | Platzierung |
| ------------------------- | ----------- |
| Deutschland (GfK)         | 33          |

### Auszeichnungen für Musikverkäufe
| Land/Region                  | Auszeichnungen für Musikverkäufe (Land/Region, Auszeichnung, Verkäufe) | Verkäufe |
| ---------------------------- | ---------------------------------------------------------------------- | -------- |
| Deutschland (BVMI)           | Gold                                                                   | 250.000  |
| Frankreich (SNEP)            | Gold                                                                   | 100.000  |
| Polen (ZPAV)                 | Gold                                                                   | 50.000   |
| Schweiz (IFPI)               | Gold                                                                   | 25.000   |
| Vereinigtes Königreich (BPI) | Gold                                                                   | 100.000  |
| Insgesamt                    | 5× Gold ·                                                              | 625.000  |

Hauptartikel: Genesis (Band)/Auszeichnungen für Musikverkäufe